# Nicholas Lowther, 2. Viscount Ullswater

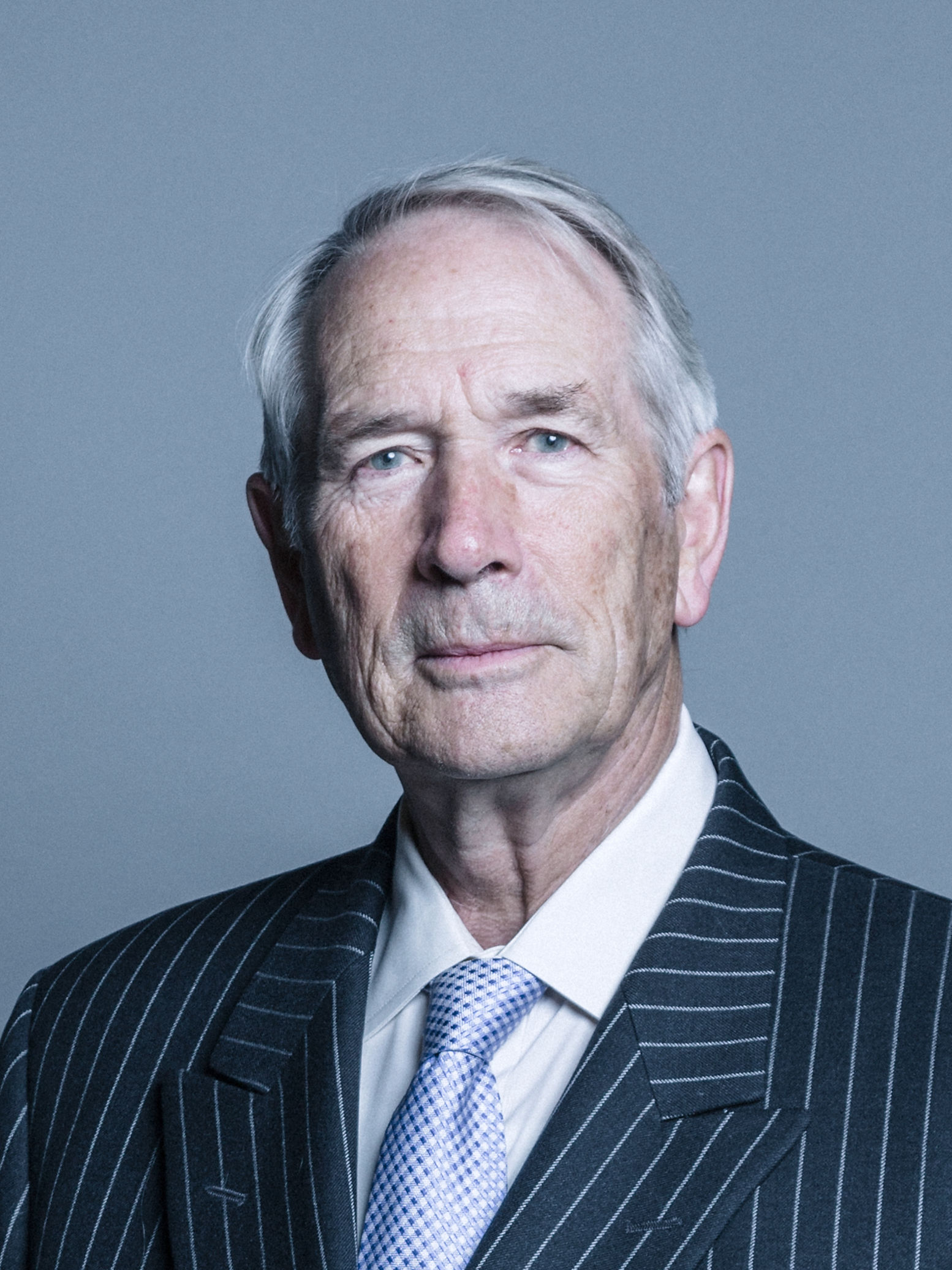
Nicholas Lowther, 2. Viscount Ullswater

Nicholas James Christopher Lowther, 2. Viscount Ullswater, LVO, PC (* 9. Januar 1942) ist ein britischer Politiker der Conservative Party und Peer. Seit 1963 ist er Mitglied des House of Lords und gehört seit 2003 zu den 90 aufgrund des House of Lords Act 1999 gewählten Erb-Peers (Hereditary Peer).

## Leben

### Familiäre Herkunft und Viscount Ullswater
Nicholas Lowther gehört zu der politisch einflussreichen Familie Lowther. Bereits sein Ururururgroßvater William Lowther, 1. Earl of Lonsdale (1757–1844) war zwischen 1780 und 1802 mit Unterbrechungen Abgeordneter des House of Commons. Sein Urururgroßvater Henry Lowther (1790–1867) vertrat zwischen 1812 und 1867 den Wahlkreis Westmoreland im Unterhaus und war zuletzt als „Father of the House“ dienstältester Unterhausabgeordneter. Sein Ururgroßvater William Lowther (1821–1912) war zunächst Diplomat und danach zwischen 1868 und 1892 ebenfalls Abgeordneter des Unterhauses für den Wahlkreis Westmoreland.
Nicholas Lowthers Urgroßvater James Lowther (1855–1949) war zwischen 1883 und 1921 mit kurzen Unterbrechungen Unterhausabgeordneter sowie von 1905 bis 1921 Sprecher des Unterhauses (Speaker of the House of Commons). Nach dessen Ausscheiden aus dem Unterhaus wurde er 1921 zum Viscount Ullswater erhoben. Dessen Sohn, Nicholas Lowthers Großvater, war Christopher Lowther (1887–1935) war zwischen 1918 und 1922 ebenfalls Abgeordneter des Unterhauses.
Nicholas Lowthers Vater, Leutnant John Arthur Lowther (1910–1942), war Privatsekretär von George, 1. Duke of Kent und kam mit diesem am 25. August 1942 nur wenige Monate nach der Geburt von Nicholas Lowther ums Leben.
Die Tode seines Großvaters und seines Vaters vor dem Tod des ersten Titelinhabers führten dazu, dass Nicholas Lowther nach dem Tode seines Urgroßvaters James Lowther 1949 im Alter von nur sieben Jahren Erbe des Titels Viscount Ullswater wurde.

### Oberhausmitglied
Aufgrund des damals bestehenden Volljährigkeitsalters von 21 Jahren konnte er den damit verbundenen Sitz im House of Lords allerdings erst 1963 annehmen und gehört diesem seither an.
Lowther, der zwischen 1971 und 1988 als Friedensrichter (Justice of Peace) fungierte, war während seiner Mitgliedschaft im Oberhaus zunächst zwischen 1989 und 1990 Parlamentarischer Geschäftsführer der konservativen Regierungsfraktion (Government Whip).
In der Regierung von Premierminister John Major wurde Viscount Ullswater 1990 Parlamentarischer Unterstaatssekretär im Ministerium für Beschäftigung und war anschließend zwischen 1993 und 1994 Parlamentarischer Hauptgeschäftsführer der Regierungsfraktion (Chief Government Whip) im Oberhaus, ehe er von 1994 bis 1995 Staatsminister für Bauwesen und Planung im Umweltministerium war. Zwischen 1993 und 1994 hatte er auch den Ehrentitel des Captain of the Honourable Corps of Gentlemen-at-Arms inne.
Am 1. April 2003 wurde er gemäß dem House of Lords Act 1999 zu einem der 90 sogenannten Erb-Peers (Hereditary Peer) gewählt. Viscount Ullswater, der zwischen 2003 und 2011 auch Mitglied des Rates des Borough King’s Lynn and West Norfolk war, ist seit 2004 stellvertretender Sprecher (Deputy Speaker) des House of Lords sowie stellvertretender Vorsitzender der Ausschüsse (Deputy Chair of Committees). Am 4. Juli 2006 kandidierte er für die Funktion des Sprechers des Oberhauses (Lord Speaker), unterlag aber der Kandidatin der Labour Party, Helene Hayman, Baroness Hayman. Neben seinen politischen Ämter ist er auch Direktor des Familienunternehmens Lowther Trustees Limited.